# 你想活出怎樣的人生 (小說)
《你想活出怎樣的人生》（日语：君たちはどう生きるか）是吉野源三郎於1937年創作的小說。它講述了一個名叫本田潤一（綽號小哥白尼）的15歲少年，與他的舅舅在青少年時期面對精神成長、貧困和作為人類的整體經歷。吉野是兒童文學學者，日本昭和時代具代表性的知識分子，也曾擔任《世界雜誌》雜誌的主編。

## 概要
該本小說原為《日本少國民文庫》的最終期計劃，並由編輯山本有三親自執筆，然而，他因病重無法完成，最後則交由吉野接手執筆。並在1937年由新潮社出版，第二次世界大戰結束後則由白楊出版社和岩波書店出版，並進行了詞彙簡化等更動，被譽為兒童文學形式的文科教育經典。
2017年，該本小說由羽賀昭一改編成漫畫。截止於2018年3月，該本漫畫的銷售量累積約200萬。
2017年至2023年期間，吉卜力工作室導演宮崎駿所執導的動畫長片作品《蒼鷺與少年》標題則是取自該本小說標題。

## 評價
該本小說被譽為「日本兒童倫理文學的先驅」及日本文學的經典之作，旨在向1930年代日本的孩子們傳達自由和進步的文化，由於軍國主義導致的停滯氛圍正在國內持續散漫著。大阪國際兒童文學研究所曾將其列入1848年至1945年間的百本最佳兒童書籍。在英文版的序言中，作家尼爾·蓋曼將吉野的小說比作《白鯨記》。據稱，該小說出版以來的總發行量為2.6億冊。
日本政治學家丸山正雄稱讚作者的筆法自然地描繪了小時候的小哥白尼藉由觀察現實發現各種事物的過程，以及以叔叔的來信形式補充主人公發現事物的結構。此外，本書的標題「你想活出怎樣的人生」這個問題不僅僅是專注於「想活出怎樣的人生」的倫理問題，非常欣賞作者對於這個問題的提出。
根據作者吉野源三郎的說法，《你想活出怎樣的人生》最初並沒有設想為文學作品，而是打算作為一本倫理學書籍。 不過在文學學者高田里惠子的角度看來，這本書也是一本為正處於自由主義及教養主義鼎盛時期的初中生而寫的文科理論。主人公富裕的特權家庭環境和高「社会阶级」也是吉野在東京高等師範學校附中（現為筑波大学附属中学校及高等学校）期間遇到的人的啟發。高田認為這本書目的是向人們呼喚能夠自力更生、獨立生活（即受過教育）的人，儘管這在當時的時代也僅為少數的特權人物。